# Parang (Sulu)
Pour les articles homonymes, voir Parang.
Parang est une localité de la province de Sulu, aux Philippines. En 2015, elle compte 62 172 habitants.